# União por Democracia e Paz na Costa do Marfim
A União por Democracia e Paz na Costa do Marfim (em francês: Union pour la démocratie et la paix en Côte d'Ivoire), mais conhecida pelo acrónimo UDPCI, é um partido político da Costa do Marfim. Fundado oficialmente pelo ex-presidente Robert Guéï em 25 de fevereiro de 2001, o partido tornou-se com o passar dos anos um importante porta-voz dos interesses políticos da população de etnia mandinga que vive no país. Desde 10 de abril de 2005, é presidida pelo deputado em exercício Albert Toikeusse Mabri.

## Histórico
Disputando sua primeira eleição legislativa em 2011, a UDPCI elegeu 7 dos 255 deputados da Assembleia Nacional. Em 2015, o partido ingressou na coalizão partidária Reagrupamento de Houphouëtistas por Democracia e Paz, pelo qual concorreu na eleição parlamentar de 2016, elegendo 6 deputados. Diante da divisão interna sobre apoiar a candidatura do presidente em exercício, Alassane Ouattara, para um 3.º mandato consecutivo na eleição presidencial de 2020, a UDPCI retira-se oficialmente do RHDP e disputa de forma isolada a eleição parlamentar de 2021, logrando expandir sua bancada parlamentar de 6 para 8 deputados.

## Resultados eleitorais

### Eleições presidenciais
| Eleição | Candidato                   | Votos válidos | %            | Situação     |
| ------- | --------------------------- | ------------- | ------------ | ------------ |
| 2010    | Albert Toikeusse Mabri      | 118 671       | 2.57%        | Não eleito   |
| 2015    | Alassane Ouattara (apoiado) | 2 618 229     | 83.66%       | Eleito       |
| 2020    | Não disputou                | Não disputou  | Não disputou | Não disputou |

### Eleições parlamentares
| Eleições | Assembleia Nacional | Assembleia Nacional | Assembleia Nacional | Assembleia Nacional |
| Eleições | Votos válidos       | %                   | Assentos            | +/-                 |
| -------- | ------------------- | ------------------- | ------------------- | ------------------- |
| 2011     | 61 898              | 3.16                | 7 / 255             | Novo                |
| 2016     | 60 566              | 2.99                | 6 / 255             | 1                   |
| 2021     | 53 826              | 2.01                | 8 / 255             | 2                   |